# Cornelia monetaria
Cornelia monetaria va ser una llei romana establerta pel dictador Luci Corneli Sul·la cap a l'any 673 de la fundació de Roma (80 aC), la finalitat (i fins i tot l'existència) de la qual és discutida, i que s'hauria promulgat per prohibir als particulars encunyar moneda. Alguns autors pensen que era una part de la llei Cornelia de falsis.